# Niki Fellner
Niki Fellner (* 21. März 1985 in Wien) ist Mehrheitseigentümer der Mediengruppe Österreich, die eine der drei großen Boulevard-Zeitungen Österreichs publiziert, und bei der er auch als Geschäftsführer und Moderator tätig ist.

## Leben und Karriere
Niki Fellner ist eines von vier Kindern der Journalisten und Medienmacher Wolfgang Fellner und Uschi Fellner. Er besuchte die American International School in Wien-Döbling und studierte von 2003 bis 2006  Betriebswirtschaft an der Universität St. Gallen. Seine Bachelorarbeit beschäftigte sich mit dem Thema Zeitungsmarkt. Nach seinem Studium begann Fellner als Redakteur in der Tageszeitung Österreich. Im Juni 2009 unternahm er seinen ersten Versuch als Verleger mit der Gründung von money.at als Online-Portal und tägliche Wirtschaftsbeilage der Zeitung. Im Jahr 2010 wurde er zum Chefredakteur des oe24-Netzwerkes ernannt und im darauffolgenden Jahr zum Chefredakteur der Tageszeitung Österreich.
Seit 2018 ist er zudem redaktioneller Leiter aller Kanäle der Mediengruppe Österreich.
Im Fernsehsender oe24.tv übernimmt Niki Fellner gemeinsam mit seinem Vater die Rolle des Moderators und moderierte auch die Sondersendung zum Terroranschlag in Wien 2020, welche zu 1.450 Beschwerden beim österreichischen Presserat führte, da in der Sendung Videos von Schüssen auf Menschen gezeigt wurden.
2022 wurde er neben Wolfgang Fellner und Wolfgang Zekert neuer Geschäftsführer der Mediengruppe Österreich.
Er hält mit 62,5 % den mehrheitlichen Anteil der Fellner Medien Holding, in der die wichtigsten Teile des weitverzweigten Mediennetzwerkes rund um die Tageszeitung Österreich, das Webportal Oe24 etc. organisiert sind.